# Prințul Roman Petrovici al Rusiei
Prințul Roman Petrovici al Rusiei (17 octombrie 1896 – 23 octombrie 1978) a fost membru al Casei Romanov.

## Prinț rus
Prințul Roman Petrovici s-a născut la Palatul Peterhof din St. Petersburg ca singurul fiu al Marelui Duce Petru Nicolaevici al Rusiei și a soției acestuia, Prințesa Milica de Muntenegru. Prințul Roman a aparținut ramurei Nicolaevici a familiei imperiale ruse, fondată de bunicul său, Marele Duce Nicolai Nicolaevici al Rusiei.
În 1916 a absolvit Academia de Inginerie de la Kiev și a fost trimis să servească într-un caucazian regiment de geniști pe frontul turcesc. După abdicarea împăratului Nicolae al II-lea, Prințul Roman a locuit pe moșia tatălui său din Crimea, la Dulber, iar în aprilie 1919 a părăsit Rusia la bordul cuirasatul britanic HMS Marlborough.
În 1941 i s-a oferit coroana nou înființatului stat al Muntenegru, însă el a refuzat-o.

## Onoruri
- Ordinul Sf. Alexandru Nevschi (29-12.1916).

## Căsătorie și copii
Prințul Roman s-a căsătorit la 16 noiembrie 1921 la Cap d'Antibes, Franța cu contesa Praskovia Sheremeteva (18 octombrie 1901–21 decembrie 1980) și au avut doi fii:
- Nicolae Romanovici, Prinț al Rusiei (1922-2014)
- Prințul Dimitri Romanovici al Rusiei (n. 1926)

## Ultimii ani
Roman Petrovici a murit pe 23 octombrie 1978 la Roma, îngropat în cimitirul de la Monte Testaccio din Roma. Prințesa Parascovia Dmitrievna a murit în 1980.